# 横山やすし
横山 やすし（よこやま やすし、1944年〈昭和19年〉3月18日 - 1996年〈平成8年〉1月21日）は、かつて吉本興業大阪本社に所属していた漫才師、タレント、政治活動家。愛称は「やっさん」。
やすしと同じく高知県で生まれ、大阪府で育った西川きよしとの漫才は、漫才ブームの到来とともに爆発的な人気を博し、「やすきよ漫才」として20世紀を代表する天才漫才師と呼ばれるまでになった。波乱万丈な人生から破天荒芸人との異名をもつ。
初妻（のちに離婚）との間に俳優の木村一八（長男）と長女をもうけた。再婚した妻とはやすしの事務所契約解除等を挟み、逝去まで連れ添った。エステティシャンで漫才師さゆみ・ひかりの木村ひかり（次女）は、後妻との子である。

## 来歴・生涯

### 芸能界入りまで
高知県幡多郡沖ノ島村弘瀬（現在の宿毛市沖の島弘瀬）の旅館で仲居のアルバイトをしていた島民女性と、島へ巡業に来た旅回り芸人一座の団員との間に私生児として生まれた。生後三ヶ月で当時、高知に疎開していた木村家に養子入りし、その後、大阪府堺市（現在の堺市堺区）に育ち、堺市立神石小学校を卒業。
中学2年生の時、同年代の子がラジオ番組の歌合戦で合格したことが刺激となり、同級生の岡田好弘（のちの堺正スケ）を誘ってラジオの素人参加番組『漫才教室』（朝日放送）に出演するようになった。同番組初出演は1958年（昭和33年）1月21日。もともと漫才をしたことはなかったが、同番組で才能を発揮。元来、勉強嫌いで負けず嫌いということもあり、出場を契機に漫才師になることを決意した。生まれて初めてのネタは「僕は易者」という老易者を題材にしたものだった。同番組プロデューサーの狛林利男によると、コンビの芸風は「木村が一方的にまくし立て、相方はいつもオタオタしていた」。中学卒業間際に当時の校長から「私立高校にも進学したらどうや？」と言われたが、これを固辞。卒業式では漫才を披露し、同級生から拍手喝采を浴びた。

### 芸能界入り 秋田實に弟子入り
1959年、堺市立旭中学校卒業後、木村と岡田は少年漫才師として松竹新演芸（現在の松竹芸能）に入社。漫才作家・秋田實の門下に入り、芸能界のしきたりや漫才台本の書き方を教わりながら、秋田の弟子・藤井康民によって「堺伸スケ・正スケ」と命名される。木村は「漫才の世界で“伸びたい”」との思いを込め「堺伸スケ」となった。同年5月11日に角座でデビューし、当時のマスコミも「天才少年漫才師誕生！」と書き立てた。ネタは学校の話題を振っていたため好評を得られず、のちに著書『やすしの人生一直線』において「子供の発想で、子供の言葉になってしまう」「先輩の芸をマネようとするが、大人の会話にならん」と述懐している。

### 横山ノックに弟子入りし、「横山やすし」へ
堺伸スケ・正スケは角座デビュー後、2年経った1961年、相方の正スケの廃業に伴い解散。見兼ねた横山ノックから誘いを受け、ノックの内弟子となった。師匠の持ち物がある場所を全て覚え、タバコを吸おうとするとライターを出し、出かける時は靴と靴べらを揃えるなど、弟子修業に励んだ。その後ノックと同姓の『横山やすし』の芸名を与えられ、同時に吉本興業に移籍する。
「やすし」の芸名の由来は、「◯◯安し!」（「◯◯」は、商品名）という広告。ノックから新しい相方（後のバラクーダの岡本圭司）を世話されるが、内弟子修行を上がると生活苦に苛まれ、昼はアルバイトでデパートの展示場の模型を作り、夜は無免許でスクーターを使った白タクを運営して生活費を稼いだという。このころは喫茶店で他人の会話を聞いてノートに書くなどネタ探しに懸命であったが、相方と温度差が生じ、数回（少年時代を除くと3回）コンビ結成・解散を繰り返すことになった。周囲から「コンビ別れの名人」のレッテルを貼られ、自身にも迷いが生じて廃業寸前まで追い詰められた。当時の相方は弟弟子の横山プリン、レツゴー正児（いずれも芸名は『横山たかし』）ら。

### やすきよ結成時
西川きよしと1966年に「やすしきよし」のコンビ名でデビューする。きっかけは歌謡浪曲師の中山礼子がきよしを紹介したことである。やすしは京都花月の向かいにあった「水車」という喫茶店で、きよしにコンビを組むことをたびたび迫ったという。きよしは当時研究生扱いだった吉本新喜劇を辞めて、コンビを組むことを社長や部長に相談すると「やすし君とだけはやめとけ、二度と芝居には戻ってこれんぞ」と言われ、また新喜劇の脚本家の檀上茂が「きよしを渡せるか！」とやすしに怒鳴り込んで来て喧嘩になるなど、コンビ結成は周囲から祝福されなかった。しかし、きよしの覚悟を見抜いたやすしは「きよしは化けるで」と確信していたという。
結成当初はコンビ仲が悪かった。漫才作家の中田明成いわく、やすしには「台本を二回読むだけで漫才の“流れ”をつかんでいた」と舌を巻くほどの飲み込みの良さがあったため「読み合わせでも十回以上しなければ気が済まない」きよしには「稽古嫌い」と映り、コンビは稽古のことでしばしば揉めてしまい、背広がボロボロになるほどの掴みあいの喧嘩になることもあった。やすしは「解散や!!!」と怒鳴り散らしてその場を後にし、後日吉本興業に向かい解散の旨を伝えると、吉本のスタッフから「解散するのはかまへんが、台本も出来上がってるし、残った仕事してもらわんと困る」と諭され、スターだったヘレン杉本（西川ヘレン）との身分違いの結婚・寿引退をさせたきよしと、コンビ解散を繰り返すやすしという当時の二人の微妙な立場もあり、結局二人は思いとどまる。その時にきよしの発した「今後も小さなことからコツコツとやらさせてもらいます」というセリフは、いつしかきよしの代表ギャグとなった。
二人は周りの漫才コンビを評価・採点して徹底的に分類・分析した。やすしは著書「人生一直線」で当時のきよしを「動きや喋りがどうしても芝居風になってしまう」と見ており、また、きよしがマイクを気にしてコチコチの漫才になっていたと評している。それならばと二人は動きが面白い「どつき漫才」を目指すようになり、そして当時他の漫才師がやっていない「動き」というスタイルを見つける。またデフォルメし、舞台の中央にあるマイクから離れて動き回るという革新的な漫才を編み出した。やすしがどつかれて飛んだメガネを探す有名なネタも、この流れで出来たものである。また、それまでのやすしは自身がリードしすぎる漫才スタイルであったが、漫才に不得手だったきよしをやすしが信じて自由にやらせるスタイルとなり、結果的にこれがボケ・ツッコミが交互に入れ替わるという「型破り漫才」の基礎となった。稽古嫌いだったやすしが、きよしの懇願で本格的にネタ合わせをするようになったのもこのころからであった。「やすきよ」はこの流れから全国制覇を目指し、結成から1年足らずで第2回上方漫才大賞の新人賞を獲得。これを契機にテレビ出演も果たした。1970年（昭和45年）には、結成5年目にして第5回上方漫才大賞の大賞を受賞した。
そんな絶頂のさなか、1969年（昭和44年）11月に養父・庄吉が南海高野線の中百舌鳥駅の踏切で通過した電車の風圧で転倒。頭部を強打し、7日後に意識が戻ることなく他界した。10日後に長男の一八が誕生。やすしは父に息子を見せたいと願っていたが、その願いが叶うことはなかった。
翌1970年12月、タクシー運転手に対する傷害と無免許運転事件の影響で長期謹慎を受ける。傷害事件で実況見分に駆けつけた警察官に運転免許証の提示を求められ、無免許が発覚した。やすしの謹慎中にきよしはピン芸人として活躍の場を広げ、きよし単独での番組も増えるようになった。次第にやすしきよしのパワーバランスも変化し、復帰後もきよしが司会・バーターでやすしという組み合わせが増えた。
事件の4か月後に劇場復帰、執行猶予が明けた1973年（昭和48年）の春にテレビ復帰を果たすが、同年に最初の妻と離婚。1977年（昭和52年）4月に乗車したタクシーの運転手と口論になり「お前ら、今でこそ運転手と呼ばれとるが、昔で言えば駕籠かき雲助やないか」と吐き捨てて車に蹴りを入れ、運転手から侮辱罪で告訴された。刑事事件としては大阪地検で不起訴になったが、後の民事訴訟で大阪高等裁判所は10万円の慰謝料支払いを命じた。
1975年（昭和50年）3月に3歳年下の木村啓子（2008年〈平成20年〉、心筋梗塞により61歳で死去）と再婚し、堺市西区の大鳥大社で挙式した。横山ノックが仲人を務めた。啓子も再婚者で、前夫との間に1男1女がいる。啓子はやすしを「雄ちゃん」と呼んでいた。1978年には「24時間テレビ」（日本テレビ）で大橋巨泉らと共に初代司会を務め健在ぶりを見せた。
1980年（昭和55年）10月19日、やすしにとっては第三子（次女）となる光が誕生。やすしもその時、その喜びを色紙に書いた。

### 西川きよしの参議院選出馬
1982年の秋から、日本テレビ『久米宏のTVスクランブル』のコメンテーターとしてレギュラー出演していたが、酒に酔った状態で生放送に臨み、暴言を発したことで問題になった（暴言の内容は冤罪に関しての『疑われる奴の自業自得や』だった）。またコメントの最中にコマーシャルを挟まれたことに立腹して「今日は黙秘権」と一言発し、全く喋らなかったこともある。そして1984年11月、渋滞による飛行機の乗り遅れが原因で番組に穴を開けたため降板。吉本興業からは無期限謹慎処分を受ける。
1986年にきよしが第14回参議院議員通常選挙に出馬し当選。コンビの仕事が出来なくなったやすしは酒の量が増え、趣味にのめり込むようになった。やすしはきよしの政界進出は"裏切り"と反発し、「きよしは当選すると思うか？」と質問を受けた際「落ちる、ほんまに落ちる」「応援はせん、落ちる奴にそれ行けと言えんやろ」と答えた。やすしは師匠のノックと共にフリーアナウンサーの中村鋭一を応援した。コンビ解散の噂については終始否定していたが、当選直後の対談番組でもきよしが「楽しみの少ない人のところに行ってでも漫才をやりたい」と語ったのに対し、やすしは「俺は他人のために漫才はせえへんよ」と答えた。また当時のマネージャー大谷由里子は「あれで横山さんの歯車が狂ってしまったと思う」と述べている。やがて後述する度重なる不祥事とトラブルのために、やすしの芸人・タレントとしての価値は下落して行った。

### 度重なる不祥事と契約解除
1986年4月に、不摂生から吐血し緊急入院。退院会見で2度と飲酒しないとしていたが、翌1987年12月に『スター爆笑Q&A』（よみうりテレビ制作・日本テレビ系）で酒気帯びのまま出演し、同じく司会の桂文珍、山田邦子の制止を振り切ってゲストの片岡鶴太郎らに食ってかかった。見兼ねた当時のマネージャーの大谷由里子が激怒し、やすしを舞台裏でビンタして諫めている。これがとどめをさす形で番組を降板。さらに1988年10月にも二日酔いを理由に『三枝やすし興奮テレビ』（毎日放送）の出演を直前にキャンセルしたために降板。
1988年11月25日に、長男・一八がタクシー運転手に対する傷害事件を起こして逮捕され、一八はやすしを通じて契約解消を言い渡された。やすしは当初、事件の内容を把握しておらず、女性リポーターの質問に対し「おい、ねぇちゃん！俺は息子には厳しく教育してるぞ」「男はケンカするくらいがちょうどええ」などとコメントしていたが、後に一八が被害者に対し一方的に暴行を加え、意識不明の重体に追いやったことを知ると記者会見で陳謝し「いくら可愛い息子がやったこととはいえ、人を生きるか死ぬかの目に遭わしてしまって、ホンマにすんまへんでした。すんまへん」「自分の教育が間違っていた」と、自身の息子に対する教育の過ちを認めて号泣、その責任を全て負うかたちで、自ら無期限謹慎を申し出る。会見の直後に、少年鑑別所に収監された一八に面会した際は、「おい、反省せぇ」と言うのがやっとだったという。
1989年3月に芸能界へ復帰し、きよしが司会を務める『すてきな出逢い いい朝8時』（毎日放送制作、TBS系）に復帰後初のゲスト出演をする。きよしからは「今度こそ、心を入れ替えてがんばりや。（これ以上迷惑かけると）みんなに見捨てられるで」と言われ、「今度こそ、心を入れ替えて頑張ります」と宣言した。この時、既に吉本興業からは「今度不祥事を起こした場合は即刻、専属契約を解除する」と最後通告を受けていた。
4月15日には、コンビとして「MAGMA30」での「二府四県対抗なんでもコンテスト」の司会を務めるも、その2日後の4月17日、ラジオ大阪の「入川保則の日産さわやか文庫」の収録でゲスト出演後に酒気帯び運転によりバイクとの人身事故を起こし、相手の男性（58歳）に軽傷を負わせた。事故直後の会見では、事態を余り重く見ていなかったやすしは「決して、わざわざ事故しようと思って、やったのと違いますので、ひとつ宜しくお願い致します」と語っていたが、その知らせを受けた吉本興業は、遂にやすしとの専属芸能契約を解除することを決断。事実上の解雇通告を言い渡されたやすしは、多くの報道陣に対し「やめる、もう漫才やめる」と嗚咽しながら話した。
当時、吉本の制作部長でマネジメント契約の解除を言い渡した木村政雄は、報道陣からの「堪忍袋の緒が切れたのか?」の問いに対し、厳しい口調で「そうですね、我々のフォローもとっくに超えている。これ以上、騒ぎを起こされたら、うちとしても会社の姿勢も疑われますから」と語った。契約解除は中邨秀雄（当時・副社長）・林裕章（当時・専務）・木村が話し合って決め、それを会長の林正之助に決断を仰いだところ、「もうええ、もうよろし!」との一言で、あっさり決定したという。契約解除の通知書を発行したのも、林裕章であった。
吉本から契約解除を通告された9日後の1989年4月26日に、木村から「お話したいことがありますんで、会社まで来てください」と言われ、啓子夫人と共に吉本を訪れた。「契約関係を解消します」と直接通告され、最初やすしは詰め寄ったが、木村が言葉を足して「本日を以てうち（吉本）のタレントではなくなりましたから」と通告し、やすしは聞き入れた。林は、当日体調不良で出社していなかったため、やすしは林に詫びることが出来なかった。
やす・きよのコンビは、やすしの契約解除以降、事実上解消状態となった。当時、中田明成に対し「漫才なんか誰とでもできるわい!」と息巻く反面、「やっぱり俺にはキー坊（西川きよし）しかおらへん」と語っていたという。
吉本との契約解除に伴い、完全に収入源を失ったやすしを支えるべく、啓子夫人はNHKの集金のパートタイマーとして働くなど、献身的にやすしを支え続けた。後にやすしは、苦労を掛け続けた啓子夫人への感謝の思いを込めて、自ら作詞した「一ッ星」という歌を贈っている。

### 芸能界復帰・参議院選挙出馬・謎の暴行事件ほか
1992年に、内田裕也主演の映画『魚からダイオキシン!!』で芸能界に復帰、また、後に大人気シリーズとなった『難波金融伝・ミナミの帝王』第1作である「トイチの萬田銀次郎」に萬田の先生役で出演。漫才を演じている時と何ら変わりない演技を見せ、活動の場をVシネマなどに移す。この同作品の発売当時のビデオパッケージには「横山やすし完全復帰作品」と銘打たれたが、きよしら吉本所属の芸人・タレントとの共演は、過去のトラブルや前述の契約解除の影響で不可能になっていた。 その後、学歴詐称によって参議院議員選挙の当選を無効とされ、芸能界からも干されたタレント・新間正次（民社党→無所属）と漫才コンビを組んだこともあった。
同年7月26日、第16回参議院議員通常選挙の比例代表区に野村秋介が代表を務め、日本青年社などが関与する右翼団体「風の会」から立候補するも落選、山藤章二からは週刊朝日のコラム「ブラックアングル」で「虱（シラミ）の会」と揶揄された。なおこの選挙ではきよしが改選につき立候補し、再選を果たしている。落選の際に「国民はアホや。」と発言した。このセリフは捨て台詞の代名詞として現在でも引用されることが多い。
8月6日、謎の暴行事件で重傷を負い、摂津医誠会病院に緊急入院した。犯人も襲われた理由も不明で、既に時効が成立しており、「迷宮入り」となっている。落選直後の事件であったため、右翼団体や暴力団とのトラブルが、当時盛んに語られており、後に月亭可朝が語ったところによると、浮気相手の人妻にやすしが酔って電話したところ、その人妻の夫が電話に出たことからトラブルとなり、暴行されたとしている。この暴行事件により、やすしは一時失語症となり、表舞台から姿を消したが、後に回復し復活を果たした。

### 晩年
1993年、豊中市の大村崑の自宅に今後の仕事の相談にと夫婦で訪問。やすしが「これからは夫婦で漫才をしていきたい」と話すが「それよりもまずは、君が元気でいることを世間に知らせる方が先決」と「やすしを囲む会」を提案。会には知人を含め約150人が出席したが、そのほとんどが競艇仲間で、大村と京唄子以外の芸人は誰も来ない寂しい会となった。大村はその後、やすしの葬儀で記者の問いに「生前は応援せず今になって」と怒りをぶつけたが、「大村崑が吉本に爆弾発言」との大村の思いとは別の記事になる。会には、きよしや桂三枝（現・六代目桂文枝）などの旧知の芸人も招待していたが、当時の社長だった中邨秀雄が吉本に所属する芸人や社員に対して「出席した場合は即刻契約解除、または解雇する」と圧力を掛けていたため、彼らは出席出来なかった。
1995年1月22日には阪神・淡路大震災のチャリティーとしてカレーライスの炊き出しとレスキュー隊員との即輿ミニ漫才を披露した。同年7月18日には京都府八幡市石清水八幡宮での太鼓まつりのゲストとして姿を見せていたが、51歳という実年齢に似つかわしくない高齢者のように老け込んだ風貌で、極度に痩せ体もふらついた状態で、当時の祭りの参加者は往年の姿との落差を目の当たりにして驚いたという。
同年10月10日には兵庫県芦屋市の照善寺での落慶法要イベントで桂福團治と即興漫才を披露。これが最後の公の姿になった。本番前には「ボートとタクシーの話をしたろかな」と福團治に声をかけたという。

### 死去
1996年1月21日の夜、摂津市の自宅で寝たまま意識を失っているところを啓子夫人が発見、救急車で病院に運ばれたが、すでに心臓と呼吸が停止しており、意識が戻ることなく急逝した。51歳没（享年52）。死去前日の1月20日、大量にビールを飲んで吐き出し、啓子夫人が病院で診てもらおうと思った矢先の死であった。最後の言葉は夫人と娘に対して「水を欲しい」「ちょっと調子がおかしいから病院に行かんとあかんなぁ」「明日病院に行くわ」であった。
病院の医師から自宅で亡くなったと診断されたため、遺体は高槻市にある大阪医科大学で行政解剖された。解剖の結果、死因は「アルコール性肝硬変」と判明、さらに血液からもアルコールが検出された。死去翌日のスポーツ紙には、自宅の玄関前にある、ビールの空き缶が多く入ったゴミ袋が写し出されていた。やすしは前述の1986年の吐血の際に医師から「アルコール依存症による重度の慢性肝炎」との診断を受け、「このまま飲み続けたらいずれは『肝硬変』となり、あと10年で死にますよ」と酒を止めるよう警告されていたが無視して酒を飲み続け、死去2年ほど前の1994年頃から腹水が溜まるなど体調が徐々に悪化していった。医師の「警告」通りに10年後の1996年にこの世を去る結果となり、関西のみならず全国にも衝撃を走らせ、翌日の早朝から多くの報道陣が自宅の前に駆けつけ、ビートたけしら多くの芸能人・芸能関係者が弔問に訪れた。
- 若手時代、やすしを師匠のように敬愛したビートたけし

「雲の上にいるような人だった。やすしさんには芸も色気も敵わない。もう少し漫才を続けてほしかった」とコメントし、やすしの全盛期を懐かしんだ。
- 若手の頃、可愛がられていた宮川大助・花子

うめだ花月シアターで訃報を聞き、漫才している最中にやすしのことを思い出して嗚咽し、観客もほぼ全員がもらい泣きしながらやすしの死を偲んだ。
- やすしの相方・西川きよしの弟子・西川のりお

ラジオ番組にて「やすきよ漫才は、僕にとってのビートルズだった」。

### 最後の別れ
1996年1月24日に大阪府吹田市の公益社千里会館で行われた葬儀・告別式では、多くの芸能関係者やファン総勢2,000人以上が参列した。亡骸はきれいで安らかな顔をしていたという。
やすしと親交があった著名人から彼を偲ぶコメントが寄せられた。
- 横山ノック（師匠）

「君の芸は僕をとっくに追い越していたよ、「やす・きよ」の漫才は漫画トリオをとっくに追い越していたよ」と読み上げ、記者からの質問では「出来の悪い弟子ほど、かわいいというが、それ程完璧に僕の指示をこなしてくれた」と、師弟愛を物語るコメントを述べた。
- 野中和夫（友人代表）

「雄二よ、今度俺がそっちへ来たらお前と一緒に（競艇で）走ろう!その時は古いエンジンも持って来たる!」。
出棺の時、ファンや吉本の後輩芸人達からは、「やっさん!!」「やっさんありがとう!!」といった声が上がった。その後、遺体は吹田市立やすらぎ苑で、荼毘に付された。同年3月24日、故人の遺志により愛艇を置いた宮島競艇場（BOATRACE宮島）にて「散骨の儀」が行われ、船上から遺骨の一部が散骨された。墓は大阪府河内長野市の「南大阪霊園」にあり、墓石の横にやすしが吹き込んだレコード「俺は浪花の漫才師」のジャケット写真と、歌詞の一部が刻まれた石碑が建っている。法名は「満寶院釋雄師」。
死去を受けて、在京の民放キー各局および在阪の準キー各局がやすしの追悼番組を放送し、芸人としての業績を称えた。それらの追悼特番は高視聴率を獲得し、芸人・横山やすしの再評価に繋がった。
1997年1月21日、やすしの一周忌を親族とボート関係者のみで行った。
彼が死去してから12年後の2008年6月23日、啓子夫人も心筋梗塞で死去。享年61歳。

## 人物

### 趣味・特技
セスナ機の所有
ロケ先のアメリカでセスナ機を購入、娘のひかりにちなんで「月光号」と名付け、「死ぬときはこれで落ちたるねん。要するに空飛ぶ棺桶やがな」と話していた。成功者のシンボルとしてヨットを購入する芸能人は多いが、飛行機を所有していたのはやすしと千昌夫の2人だけであった。借金が膨らみセスナ機を手放すことになり、『新伍のお待ちどうさま』（TBS系）で公開オークションに掛けたこともある。セスナ機の操縦について、島田洋七は「『忙しいなか、よく免許を取りましたね』言うたら、『免許？そんなもんあるかいな！』て（笑）」と述べている。
競艇選手の夢
コンビ別れを繰り返していた1970年ごろにモーターボート（競艇）を始め、ライフワークとなった。小柄で軽量な自分にはぴったりだとしてプロの競艇選手の道も考え、山梨県の本栖湖にあった研修所にて受験をした。しかし視力が低かった（合格基準の1.0に対し0.1）ため不合格になり、父にも反対された。のちに笹川良一から特別にアマチュアボート選手のライセンスを交付され、自らボートを買ってアマチュアのレースに出場するようになった。レース前はビール以外口にしなかったという。全日本K400選手権大会（アマチュア）で優勝したが、当時「病気療養中」と公表していたマネージャーの木村政雄（元吉本興業常務取締役）に対する非難があったという。友人の野中和夫は「舞台なら1回300円くらいだが、競艇なら1着になれば6,000円にもなるんだぞ！」とやすしに口説かれて競艇選手になり、競艇界で多くの記録を打ちたてて「モンスター」と言う異名を取った。娘のひかりも「競艇選手になれ」と勧められ、やまと競艇学校で試験を受けようとしたが、同じく視力が低かったために断念した。
マラソンと陸上競技
競艇以外の造詣で健脚の持ち主でもあった。当時住んでいた堺市の自宅からうめだ花月までの道のりを走っていた。また、きよしや周囲の芸人によると、野球など団体競技などはあまり好まなかったという。

### 短気な性格とスパルタ教育
短気で怒りっぽい性格であり、自分が納得行かないことがあれば番組中に激怒したり、途中で帰ったりすることがあった。生涯に20数人の弟子を取っていたが、弟子に対してスパルタ育成であったことは有名で、ほんの一瞬でもミスをした場合は鉄拳や蹴りが飛び、同じミスを犯せば即刻破門するなどのスパルタ育成であった。「他人には厳しいが自分には甘い」（弟子の遅刻には激怒する一方、自身も公演などで遅刻することが多かった）などと批判する者もいる。
弟子として競艇選手の佐野隆仁（やすしの勧めで競艇選手になる。あくまでもアマチュアボートレーサーの弟子であるためスパルタ教育はせず、レーサーの心構えや技術的な指導および木村家の手伝いをしてもらうことが中心であった）、放送作家の萩原芳樹（島田洋七と組んだ初代B&Bを解散後、放送作家に転身）がいたが、一人前の芸人として生き残った弟子はたかし・ひろし・ひとしだけである。なかでもひとしは最後の弟子であり、弟子修行に最後まで残った唯一の人物である。たかし・ひろしは弟子入りした当初は吉本に所属していたが、あまりものスパルタぶりに耐えかねて、師匠が近寄れない場所で活動するようにとの周囲の計らいもあって、正司玲児が弟分として引き取るかたちで、松竹芸能に円満移籍した。

### ポリシー
酒好きである一方でたばこは嫌いであり、楽屋でたばこを吸っている芸人や、酒場で会っただけの喫煙者に対しても、たばこを取り上げ、足で消して「吸うな！」と一喝したという。しかし、その喫煙者が前もって「吸ってもいいか？」と聞けば、「構へんよ」と言っていた（横山ひとしの著書による）。主演映画『唐獅子株式会社』では、月亭八方が以前やすしとたばこの件でもめたために出演不可となっている。（原作者・小林信彦の著書による）。
自宅で酒席を開いた時に先に帰る人間を嫌った。自分より若い人間が腕時計を見ると、その腕時計を取り上げて鍋の中に入れて故障させたという「恐怖の時計鍋」伝説があった。
電話魔としても知られる。特に、弟子である横山たかし・ひろしのひろしは、一本立ちしてからも電話魔ぶりに悩まされたといい、「どこにおるんじゃ！ボケ」の一言で呼び出されたり、電話口で「はいそうですね」と応じていると「ほんでな、コラお前ちゃんと聞いてるんか!?」と突如逆上されたりしたという。やすしもいたずら電話をされた経験があり、同様に電話魔で有名な後輩の中田カウスが、芸人仲間の集まる深夜のスナックからやすしの自宅へ電話し「明日の南海電車の始発の時間を教えて下さい」と電話すると、「誰や！横山と知っての狼藉かコラ!!!」と激怒したこともある。

### ほかの芸能人と
若手芸人との確執
NSC出身者などの弟子経験のない芸人を良く思っておらず、芸名・コンビ名も『師匠がつけてくれるありがたい物』という認識があったため快く思わなかった。ダウンタウンもその内の一組で、『ザ・テレビ演芸』（テレビ朝日）に出演した際、家庭内暴力を題材にし「そいつの家燃やした」「わら人形でも作って釘打った」などと不謹慎な内容を含んだネタであったため、「笑いの中に良質なものと悪質な笑いがある。あんたら二人は悪質な笑いやで」「テレビ出るような漫才ちゃうで」と酷評した。さらに当時名乗っていたコンビ名「ライト兄弟」についても「航空ファンにも迷惑かける」と笑いを取りつつも批判していた。
紳助・竜介（島田紳助は島田洋之介の弟子である）もダウンタウンと似たような理由で酷評されたが、紳助はそれに対し「師匠、違います。馬に例えれば『やすきよ』の漫才はダービー馬みたいなものです。ボクらはどんなに頑張っても師匠のようなダービー馬にはなれません。だからボクらは師匠とは違う種目の障害レースの競走馬で一等を狙っているんです」と伝えたという。それを聞いたやすしは「わかった」と一言残し、後日「お前らは障害馬でお前らなりに頑張れ」と述べてジャケットをプレゼントしたという。
『ひょうきん予備校』に講師役として出演した際も生徒役の非常階段に「こんなしょうもないコンビ名、聞くに及ばん！」と怒鳴っていた。同じく生徒役のダウンタウン松本は『ダウンタウンのごっつええ感じ』でやすしをパロディ化したコントをしており、やすしの逝去1か月前に「やすしがセスナ機『月光号』から転落死する」という内容のコントが放送されたためマスコミが遺族との不仲説を書きたてた。死後このコントシリーズは打ち切りとなった。また、松本は「やすしさんはダウンタウンの漫才を『チンピラの立ち話』と批判したが、自分はそれで客が受け入れてくれるならそれでいいと思っている」と、やすしとの笑いに対するスタンスの違いを語っている。ほかにも松尾貴史や竹中直人もネタ見せ番組でやすしに激怒された経験があり、松尾は「やすしに番組で怒られた人間は売れたが、ほめられた人間で売れた人間を見たことがない」と著書で述べている。
明石家さんま
さんまのタレントとしての素質を見抜いたのもやすしである。やすしは11PMの企画「落語家の成人式」で、当日がテレビデビューだったさんまと共演。さんまがネタを披露してスタジオを爆笑させるが、さんまはCM中に藤本義一に怒られた。しかし、やすしはさんまのネタを気に入った模様で、自宅にさんまを招待し、やすしが吉本興業側にさんまを売り出すよう推薦したという逸話がある。
ビートたけし
漫才ブーム当初、やすしはたけしのことを「東京で一番面白い若手」と評し気に入っていた。一方で、フライデー襲撃事件でたけしがたけし軍団を引き連れて暴行を働いたことについては、師匠が私生活上の問題に弟子を巻き込んだことを問題視し「抗議なら独りで行くべきだった」と苦言を呈している。やすしの訃報を聞いたたけしは、やすしを「雲の上にいるような人だった」と評した。また、やすしの最後の弟子である横山ひとしは一時期オフィス北野に在籍していた。
久米宏
『TVスクランブル』にやすしを起用したのは久米の意向であり、「あの才能に惚れた。人を笑わせることに命をかけてる」と起用理由を語っている。
島田洋七
漫才ブーム以前から面識があり、やすしの弟子である萩原芳樹（団順一）ともコンビを組んでいたこともある。やすしは洋七に対して「お前の声は聞きやすい。速く喋っても耳に届く。テンポを上げた方がお客は笑うで」とアドバイスをしており、洋七は「横山やすしさんから直接教わったのは自分くらいでないか」と語っている。
師匠に暴言
ノックら横山会（エンタツ以来の横山姓の一門会）が中田ダイマル・ラケットのテレビ出演を見ていた時、ノックらは「さすがにダイラケ先生も衰えたなあ」と語っていたところ、やすしが激怒し「誰や！今ダイラケ先生が衰えたなあと言うたんは？」と怒鳴りだし、なだめようとしたノックに対して「お前か！このハゲ！ダイラケ先生の悪口言う奴は許さんぞ！ボケ！」と暴言を吐いた。やすしがダイマルを尊敬していたためであるが、ノックの失言であったこともあり、破門は免れた。
林家木久扇
親友であり、木久扇が会長を務める「全国ラーメン党」の副会長兼大阪支部長に任命されたほか、やすきよ漫才独演会に林家がゲスト出演することもあった。また、前述のやすしが持ちネタにしていた「ミネソタの卵売り」は林家が『笑点』でたびたび披露していた。

### その他
- サインは「人生右肩上がりになるように」と、右肩上がりに書いていた。
- 松竹芸能系の劇場である新世界新花月の楽屋へ遊びに行った際、泥酔していたやすしはそのまま新花月の舞台に上がり、唖然とした観客はやすしに対し「吉本に怒られるぞ」とたしなめたことがあった。

## ギャグ
- 怒るでしかし！（しまいに）
- 神の御前に身を委ねたる、○○殿の願いを叶えたま〜え〜（テレビ番組「プロポーズ大作戦」のワンコーナーで使うフレーズ）
- かわりべんたん、かわりべんたん（かわりばんこの代わりにこの語を好んで使う。由来はまったく不明。発音としては、かわりべったかわりべった）
- きよし「お嫌いですか？」やすし「お好きです〜」
- コッコ、コッコ、コケッコー私はミネソタの卵売り♪（暁テル子「ミネソタの卵売り」より　やすきよ漫才「男の中の男」で使われる）
- 正味の話
- ションベンばぁチビリますたい！
- スポンサーにベンチャラ！
- どないやっちゅう?ねん！
- 毎度！横山や！
- マンマンちゃん、あんッ！ （「マンマンちゃん」とは関西地方の方言で仏様のこと、転じて仏壇にお祈りする行為を指す。あんッ！は「あな尊し」が崩れた言葉。どちらかというとギャグではなく、昭和末期ごろまでは関西で広く使われていた言葉や習慣である。幼児語の傾向がある。）
- メガネ、メガネ……（眼鏡を探す時に言う）
- 持っとけ弟子！（と言って上着を舞台袖に投げる。大抵投げ返される）

## 出演

### やすしきよしとしての出演番組
- 素人名人会（毎日放送）- 初期のみ出演、後に西川きよし単独司会に。
- ヤングおー!おー!（毎日放送）
- モーレツ!!しごき教室（毎日放送）
- サンデーお笑い生中継（毎日放送）- タモリと共に司会を担当。きよしはレギュラーメンバー。
- 婚約診断スイッチON（毎日放送）
- やすきよの結婚します!（毎日放送）
- てなもんや三度笠（朝日放送）
- プロポーズ大作戦（朝日放送）
- 仁鶴・やすきよのただいま恋愛中（朝日放送）- 初期のみ出演、後に笑福亭仁鶴ときよしの司会に。
- シャボン玉プレゼント（朝日放送）
- 満開!ピープルテレビ（朝日放送）
- 爆笑寄席（関西テレビ）
- 相性診断!あなたと私はピッタンコ（関西テレビ）
- 花王名人劇場（関西テレビ）
- やすきよのスター爆笑Q&A（よみうりテレビ）- 後にきよしが参議院選挙出馬のため降板、桂文珍がきよしの後任を務め、やすし1人で出演していたが、後に降板。
- やすきよの腕だめし運だめし（よみうりテレビ）
- やすきよのどっちが本物?（テレビ大阪）
- 歌まね振りまねスターに挑戦!!（日本テレビ）
- おはよう!こどもショー（日本テレビ）
- テレビ3面記事 ウィークエンダー（日本テレビ）
- スター誕生!（日本テレビ）※末期の司会を担当。
- ワールドクイズ ザ・びっくり地球人!（日本テレビ）- きよしは司会、やすしはレギュラー回答者。
- お茶の間寄席（フジテレビ）
- THE MANZAI（フジテレビ）
- 象印ライバル対抗大合戦!（テレビ朝日）
- やすきよ笑って日曜日（テレビ朝日）
- やすきよのラッキートゥナイト（MBSラジオ制作　文化放送へネット）
- ぶっつけ本番7時です（ラジオ大阪）
- やすし・きよしの土曜だ12時だ（ラジオ大阪）

### やすし単独の出演番組
- 三枝やすし興奮テレビ（毎日放送テレビ）
- やっさんのはちゃめちゃ捕物帖（朝日放送）
- 紳竜・さんまのスクープ一直線（関西テレビ、初代編集長役。初回は顔出し出演したが、2回目以降は声のみ）
- やすし・大助花子の夫婦ゲンカ買います（朝日放送）
- やすし・朝丸のほかほかテレビ（関西テレビ）
- やすしの漫才教室（読売テレビ）
- 久米宏のTVスクランブル（日本テレビ）
- やすしの度胸一発（TBS）
- ザ・テレビ演芸（テレビ朝日）
- 爆笑!家族グルメ みんな気まぐれ日曜日（テレビ朝日）
- クイズ!!データマッチ（テレビ朝日）
- ツッパリやすしの60分→ツッパリやすしの体当たり60分（東京12チャンネル、現：テレビ東京）
- 三枝・やすしの花マル家族（テレビ東京）
- ラブラブダッシュ!（中部日本放送）
- やっさんの1800秒ぶっちぎり(ラジオ大阪)ほか

### 映画
太字は主演。
- ヤングおー!おー!日本のジョウシキでーす!（1973年）
- じゃりン子チエ 1981年 - 声優として、アントニオJr.役で出演
- 十階のモスキート 1983年 - 芸能人風のシャレ男役
- 唐獅子株式会社（1983年版） - ダーク荒巻役
- ビッグマグナム 黒岩先生（1985年） - 黒岩鉄夫役

木村一八も生徒役で出演。エンディングのスタッフロールのバックに流れていた映像は愛機・月光号の飛行シーン。
- 難波金融伝・ミナミの帝王 - 矢吹麻子の父親の友人・金造役

萬田銀次郎の師匠、先生である。
- フライング 飛翔 1988年[24]、東映＝東映クラシックフィルム - 企画・製作・レース場面監督。

横山やすしの役としてカメオ出演。
- 魚からダイオキシン!! 1992年 - ヨコヤマ役

### テレビドラマ
- 特別編必殺仕事人 恐怖の大仕事 水戸・尾張・紀伊（朝日放送） - 安雲斎 役
- 裸の大将放浪記（関西テレビ・東阪企画） - 二条駅駅員 役、詐欺師・小宮一平 役
- 「勝手にしやがれ」殺人事件（TBS）
- 意地悪ばあさん 第41話「猫があわくってチュー!の巻」（1982年、フジテレビ系） - 猫田総務部長 役
- うちの子にかぎって… 第2シリーズ 第2話（1985年4月、TBS系） - 居作新太郎 役
- 月曜ドラマランド（1986年8月11日、フジテレビ系）「包丁人味平」- 塩見松造（塩見味平の父親） 役
- はぐれ刑事純情派 第1シリーズ 第1話「密告者は美人靴みがき」（1988年4月、テレビ朝日系・東映） - ゲスト出演

### テレビCM
- NTTドコモ関西（声のみ）
- 徳島製粉（金ちゃんヌードル、金ちゃん焼そば、金ちゃんねぎらーめん、金ちゃんコーンヌードルなど）
- 東芝（パソピアIQ）息子の木村一八と共演。
- 大日本除虫菊 （キンチョール）郷ひろみと共演[25]。
- 明治製菓 - ラッキー
- キリン・シーグラム（現：キリンディスティラリー） - エンブレム 　前川清と共演。
- コクヨ - コクヨロングランデスク・くるくるメカ
- 国鉄（現：JRグループ） - トクトクきっぷ「切符はやすし、国鉄へきよし」のフレーズ。
- 立山アルミ（現：三協立山）キャッチコピーは「横山とちゃいまっせ、立山でっせ」
- レナウン
- バイエル薬品・武田薬品工業 - 「水虫薬 スコーピオ」
- カナフレックスコーポレーション株式会社 - かるいたくんスーパー（過去の漫才の映像を使用、セリフはアテレコ）[26]

## レコード・CD
- サラリーマンちびり節/頑張るで母ちゃん（1971年、テイチクレコード） - 相方西川きよしとの歌唱。
- 俺は浪花の漫才師/息子よお前は男だぞ（1973年、ローオンレコード）
- 麻雀水滸伝/さよなら大三元（1976年、CBSソニー）
- 泣いて盛り場大阪編/聞けばよくある話だが（1980年、ポリドール）
- 人生はタタカイやで（1983年、日本クラウン） - 東芝「パソピア7」イメージソング） - 息子一八と親子で歌唱。B面は同曲のインストゥルメンタル。
- 俺は浪花の漫才師（再録音盤）/一ツ星（1988年、日本クラウン） - 1988年11月01日発売　息子一八の暴行事件が11月末に起こったため、やすしの自主的な申し出により発売後1ヶ月経たずに廃盤となったされる。
- 俺は浪花の漫才師/一ツ星（1996年、日本クラウン） -1988年に発売されたものの、廃盤となった音源をやすしの死後、追悼盤としてシングルCD・カセットで再発売。

## 弟子・付き人

### 直弟子
- 横山たかし・ひろし（ただし、たかしは3代目。）
- 横山ゆうじ
- 横山ひとし
- 佐野隆仁（付き人。ただし芸人としての弟子ではない）[21]

### 孫弟子
- 横山ともや・みちや（たかしの弟子。和光プロダクションに所属現在天満天神繁盛亭等に出演）
- 福助（たかし・ひろしの門下からレツゴー三匹門下へ移籍。和光プロダクション・関西演芸協会・漫才協会所属）
- 横山まさみ（ひろしの弟子。ケーエープロダクション・落語協会・ボーイズ・バラエティー協会所属。相方は浮世亭とんぼ。）
- 原田竜介（横山ポンスケゆうすけ、ひろしの弟子）

## 演じた俳優
テレビドラマ
- ぼんちおさむ - 『桂三枝が書いた、サスペンス吉本興業〜吉本興業殺人事件〜』（1987年12月27日、朝日放送『火曜スーパーワイド』）
  - やすし本人が演じる予定であったが、一八の不祥事により降板。

- 的場浩司 - 『横山やすし追悼ドラマ 俺は浪花の漫才師 笑わせまっせ泣かせまっせ! 波瀾万丈の51年を生きた最後の芸人』（1997年、MBS）※VHS版タイトルは『おこるで、しかし!俺は浪花の漫才師 横山やすし一代記』
- 北村一輝 - 『横山やすしフルスロットル・航跡』（2004年）・『横山やすしフルスロットル・阿波鳴門純愛物語』（2005年）（いずれも関西テレビ（当初は木村一八が演じることになっていたが辞退した）＝アマチュア競艇選手としてのやすしを描く。関西ローカルで放送。※ポニーキャニオンからDVD化されている。
- 川谷修士（2丁拳銃） - 『ヘレンときよしの物語』（2006年8月29日、日本テレビ系）
- 滝藤賢一 - 『ひとつ星の恋〜天才漫才師 横山やすしと妻〜』（2014年11月23日・11月30日、NHK BSプレミアム）

ラジオドラマ
- 矢野勝也（矢野・兵動） - 『帰ってきた男、横山やすしリターンズ』（2005年9月18日、MBSラジオ『ドラマの風』）

舞台
- 吉田ヒロ - 『横山やすし十三回忌追悼ウィーク』（2008年1月15日 - 1月21日、なんばグランド花月）
  - 吉本新喜劇の部『横山やすし物語』でヒロがやすしに扮する。

- すっちー - 『オヨヨ!!三枝誕生物語』（2012年7月17日 - 7月23日、なんばグランド花月）
- 矢野勝也（矢野・兵動） - 『吉本百年物語』12月公演「日本全国、テレビで遊ぼ」（2012年12月7日 - 12月29日、なんばグランド花月）

## パロディー
- 桃太郎電鉄12 西日本編もありまっせー! - 漫才師（スリの銀次の変装）
- 実況パワフルプロ野球 - 実況パワフルプロ野球 サクセスモードの多くのシリーズで、阿畑やすしという関西弁をしゃべるキャラクターが登場する。また、相方のきよしから取った阿畑きよしというキャラクターも、作品によっては登場する。
- 吉本新喜劇にて、浅香あき恵が横山やすしの動態模写をして、「怒るで、しかし」と言い、周りから「ちょっとちょっと、オッサンになってるで」とたしなめられた所を「オッサン違う、今はヤッサンや！」と言う持ちネタがある。

## 著書
- 『かまし一発 競艇人生』浪速社、1970年。
- 『まいど！横山です ど根性漫才記』 ブック館、1976年。徳間書店〈徳間文庫〉、1981年 ISBN 4-19-597219-1 ※ ゴーストライターを使っていない本人の執筆。小林信彦は「そのために読みにくいが異様な迫力が生れる（送りがなは原文ママ）」（『天才伝説 横山やすし』序章）と評している。徳間文庫版の解説は、藤本義一。
- 『やすしの人生一直線』講談社、1982年7月30日。
- 『やすし・木久蔵の香港殴り込み珍道中』リイド社、1983年12月。 ※ 初代林家木久蔵と共著。
- 『横山やすし』吉本音楽出版、1986年7月7日。

## 関連人物
- 秋田實
- 横山ノック
- 西川きよし
- 木村一八